# Gare de Villeneuve-Prairie
Gare de Villeneuve-Prairie – stacja kolejowa w Choisy-le-Roi, w departamencie Dolina Marny, w regionie Île-de-France, we Francji.
Jest stacją Société nationale des chemins de fer français (SNCF), obsługiwaną przez pociągi RER linii D.